# Вершинин, Михаил Алексеевич
Михаил Алексеевич Вершинин (19 июня 1924, Большие Ключищи, Ульяновская губерния — 8 сентября 1993, Большие Ключищи, Ульяновская область) — автоматчик взвода разведки роты управления 219-й танковой бригады. На момент последнего представления к ордену Славы — красноармеец, впоследствии — старшина, после демобилизации — майор милиции.

## Биография
Родился 19 июня 1924 года в селе Большие Ключищи (ныне — Ульяновского района Ульяновской области). Учился в Большеключищенской школе в одном классе. В 9 лет остался круглой сиротой, некоторое время воспитывался в детском доме. В конце 1930-х годов его забрала родная тётя к себе на Дальний Восток. Жил в селе Мариинское. Здесь он окончил 7 классов, работал учеником водолаза Мариинского рыбзавода.
В июне 1942 года был призван в Красную Армию Ульчским райвоенкоматом Нижне-Амурской области. Был направлен в Хабаровское военное пехотное училище. Учёбу окончить не довелось, курсанты были отправлены на фронт рядовыми. Боевое крещение получил в боях на Курской дуге. 7 августа 1943 года получил ранения в бедро, плечо и кисть руки.
После госпиталя был зачислен в 219-ю танковую бригаду разведчиком взвода разведки. В составе этой части прошёл до Победы. Участвовал в освобождении Украины, Белоруссии, Польши, Германии. Воевал на 2-м Украинском и 1-м Белорусском фронтах. Осенью 1943 года, в наступательных боях на подступах к городу Кременчуг, заслужил первую боевую награду — медаль «За отвагу». С 17 сентября по 10 октября взял в плен трёх «языков», сделал проход в минных полях — снял 20 мин, гранатами уничтожил пулемётную точку.
26 июня 1944 года во время разведки переправы для танков через реку Орессу красноармеец Вершинин в столкновении с группой немецких автоматчиков уничтожил несколько противников. 27 июня в районе станции Уречье разведал для танков проход бригады для обходного манёвра. При взятии города Слуцк при отражении контратак огнём из автомата истребил несколько солдат противника. Приказом по частям 1-го механизированного корпуса от 8 августа 1944 года красноармеец Вершинин Михаил Алексеевич награждён орденом Славы 3-й степени.
27 января 1945 года в предместье города Кюстрин красноармеец Вершинин, участвовал в разведке и, действуя из засады, огнём из автомата уничтожил больше 10 противников. 31 января, выполняя разведывательное задание в городе Кюстрин и переправы через Одер, огнём из автомата уничтожил 2 немецких солдат. Командиром роты был представлен к награждению орденом Красной Звезды, но командиром бригады статус награды был изменён. Приказом по войскам 2-й гвардейской танковой армии от 27 апреля 1945 года красноармеец Вершинин Михаил Алексеевич награждён орденом Славы 2-й степени.
В период с 22 по 30 апреля 1945 года на подступах к Берлину и в уличных боях в самой столице в составе отделения разведчиков совершил ряд рейдов в тыл врага, нанеся ему урон в живой силе и технике. 21, 22 апреля уничтожил из автомата несколько противников и двух взял в плен. 25 апреля, действуя в разведке со своим отделением в тылу врага, атаковал колону пехоты. Разведчики огнём из автомата уничтожили до 20 человек и 40 взяли в плен. 27 апреля разведал переправу через канал и под вражеским огнём вернулся на свой берег, и доставил ценные сведения. За эти бои командиром роты был представлен к награждению орденом Красного Знамени, командиром бригады награда была изменении на орден Славы 3-й степени.
Захватил в подвале одного из домов в плен 7 человек противника, а после их допроса было пленено ещё более 200 вражеских солдат. Награждён орденом Красной Звезды.
В поверженном Берлине спас из горящего дома немецкого ребёнка, расписался на стенах Рейхстага.
Приказом по войскам 2-й гвардейской танковой армии от 6 июня 1945 года красноармеец Вершинин Михаил Алексеевич награждён орденом Славы 2-й степени.
После Победы продолжал службу в армии на территории Германии. В 1947 году был уволен в запас в звании гвардии старшины с должности старшины роты 78-й отдельной роты охраны контрразведки. Вернулся на родину в село Большие Ключищи. Устроился на работу в прокуратуру Ульяновского района секретарём. В 1950 году перешёл на работу в органы Министерства государственной безопасности Ульяновского района делопроизводителем.
Указом Президиума Верховного Совета СССР от 20 декабря 1951 года приказ о награждении вторым орденом Славы 2-й степени был отменён, и Вершинин Михаил Алексеевич награждён орденом Славы 1-й степени. Стал полным кавалером ордена Славы.
После расформирования отдела перевёлся в органы внутренних дел, стал участковым инспектором милиции в своём селе. За короткое время навёл порядок в своем селе, благодаря систематической профилактической работе уровень преступности снизился. На его территории не было ни одного нераскрытого преступления. Его участок стал образцовым, а сам участковый стал известен на всю страну. Однажды его опорный пункт посетил заместитель министра внутренних дел СССР генерал-полковник Юрий Михайлович Чурбанов. С 1976 года — майор милиции. В 1986 году перевёлся в управление внутренних дел в отдел по работе с несовершеннолетними города Ульяновска. За безупречную службу в милиции награждён двумя орденами. В 1987 году вышел на пенсию, но ещё три года оставался на своём посту. Проработал в органах внутренних дел почти 40 лет. Жил в родном селе Большие Ключищи. В последние годы тяжело болел раком. Умер 8 сентября 1993 года, похоронен на кладбище в родном селе.

## Награды
Награждён орденами: Ленина, Красного Знамени, Отечественной войны 1-й степени, Красной Звезды, орденами Славы 3-х степеней, медалями, в том числе «За отвагу»; также орденом ГДР «За заслуги перед Отечеством» в серебре и медалями.

## Память
- В селе Большие Ключищи на здании администрации в память о заслуженном земляке установлена мемориальная доска.
- Мемориальная доска установлена также на здании областного управления МВД в городе Ульяновске.